# تقويم ياهو
تقويم ياهو هو موقع ويب يستند إلى التقويم يقدم من ياهو يكتب بالإنجليزية(calendar.yahoo)ويمكن قراءة الأحداث والمناسبات يغذي مجمع من المواقع التي تستفيد من نشر واجهات برمجة ياهو التقويم. بينما لا يطلب من المستخدمين لديك حساب بريد ياهو، وكانت مطلوبة لديها معرف ياهو مجانا لكي تتمكن من استخدام البرنامج. وهي واحدة من أكبر الأحداث مزودي الإنترنت وتخدم الملايين من المستخدمين.

## ميزات
- 100 السنة تقويمية
- ميزات التنبيه المختلفة التي تسمح لك لإرسال رسائل إلى مصادر عديدة من بينها
- البريد الإلكتروني
- القدرة على مزامنة التقويم الخاص بك مع تلك الأجهزة وتوقعات مايكروسوفت أوفيس وبعض سينكمل تمكين

## وصلات خارجية
- الموقع الرسمي